# Fabio Rovazzi
Fabio Rovazzi, seudónimo de Fabio Piccolrovazzi, (Milán, Italia, 1994) es un cantante, actor, actor de voz y youtuber italiano. Ha trabajado con artistas, como Loredana Bertè, Gianni Morandi, Al Bano, J-Ax, Will Smith y Orietta Berti.

## Discografía
- 2016
  - Andiamo a comandare (con J-Ax)
  - Tutto molto interessante
- 2017
  - Volare (con Gianni Morandi)
- 2018
  - Faccio quello che voglio (con Emma, Nek y Al Bano)
- 2019
  - Senza pensieri (con Loredana Bertè y J-Ax)
- 2020
  - Liberi
- 2021
  - La mia Felicità (con Eros Ramazzotti)
- 2023
  - Niente è per sempre
  - La discoteca italiana (con Orietta Berti)
- 2024
  - Maranza (con el grupo Il Pagante)
- 2025
  - Red Flag (con Paola Iezzi y Dani Faiv)

## Filmografía
- Il vegetale, de Gennaro Nunziante (2018)
- Don Matteo (2020; 2 episodios como Special Guest Star)
- Con chi viaggi (2022)